# Nelma obecná
Nelma obecná (Stenodus leucichthys), někdy také síh nelma, je jedna z největších ryb ze síhů.

## Popis a stav
Má velkou tlamu s vyčnívající spodní čelistí a špičatou hřbetní ploutví. Barvu těla má stříbrnou se zeleným, modrým či hnědým hřbetem. Dospělá ryba váží 14–25 kg. Rekordně až 40 kg při délce 1,5 metru. Během prvního roku života žerou plankton, poté žerou menší ryby.
Dříve obýval řeky Volha, Ural a Těrek. Kvůli přehradám a vodním nádržím je klasifikován jako vyhynulý v přírodě.